# 46920 Suzanedwards
46920 Suzanedwards este o planetă minoră (asteroid), cu un diametru de 6,981 km, din centura de asteroizi. A fost descoperită pe 23 septembrie 1998 la Catalina Station⁠(d) de Catalina Sky Survey. 
Obiectul prezintă o orbită caracterizată de o semiaxă mare de 2,6521650300867 UAi, o excentricitate de 0,025646625785927, o înclinație de 27,541836234806 ° în raport cu ecliptica.